# 南港溪 (苗栗縣)
南港溪，位於台灣苗栗縣的一條河川，為中央管河川中港溪的支流，流域包含苗栗縣造橋鄉、竹南鎮、頭份市、三灣鄉、南庄鄉、獅潭鄉。南港溪發源於獅潭鄉百壽村標高762公尺之神桌山西南坡，向北流至三灣鄉大河底，轉向西南流至三灣、造橋鄉界的南坪角，沿兩鄉邊界續往西北流，其後成為頭份市、造橋鄉邊界，再成為竹南鎮、造橋鄉邊界，最後流至談文注入中港溪。，長度為28.89公里，流域面積69.50平方公里。
這條南港溪。也是清代的苗栗縣與新竹縣的縣界河流。

## 水系主要河川
以下由下游至源頭列出水系主要河川，其中粗體字為主流河道。
- 南港溪：苗栗縣造橋鄉、竹南鎮、頭份市、三灣鄉、南庄鄉、獅潭鄉
  - 雷公埤溝：竹南鎮、頭份市
  - 造橋溪：造橋鄉
  - 三百六坑溪：造橋鄉
  - 二寮坑溪：造橋鄉

## 主要橋樑
以下由河口至源頭列出主流上之主要橋樑：
- 下南港溪橋（台鐵海線）
- 南港溪橋（省道台1線）
- 南港橋
- 南港溪橋（台鐵山線）[註 1]
- 國道一號橋
- 台灣高鐵橋
- 錦水橋（省道台13線）
- 永春橋
- 劍潭水庫大壩
- 雙龍橋（鄉道苗17線）
- 造福橋（鄉道苗14線）
- 大坪林橋
- 蟠龍橋（鄉道苗14線）
- 谷倉坪橋
- 明新橋（鄉道苗14線）
- 頭寮坑橋
- 無名橋
- 無名橋（省道台3線）
- 無名橋
- 無名橋
- 無名橋
- 十股橋
- 無名橋
- 伯公崀一橋（省道台3線）
- 伯公崀二橋（省道台3線）
- 大河底二橋（省道台3線）
- 南港溪三橋
- 無名橋（省道台3線）
- 無名橋（省道台3線）
- 三洽坑橋
- 新庄溪橋（省道台3線）

## 註解
1. ↑  台鐵局原本有另一座同名的南港溪橋，跨越新北市與臺北市間大坑溪，已於2008年9月停用拆除。